# 冬
冬（ふゆ）とは、四季の一つであり、秋と春に挟まれた季節。

## 概要
一年の中で最も寒い期間・季節を指す。二十四節気や旧暦のように、一年中で最も太陽の高度が低く夜が長い期間を指すこともある。
北半球では冬至後の1月-2月頃に気温が低いことが多く、南半球では夏至後の7月‐8月頃にあたる。
日本の気象庁では一日の日最低気温が0℃以下の日を冬日（ふゆび）、また、日最高気温が0℃以下の日を真冬日（まふゆび）と呼んでいる。このような日は1月を中心に前後の毎年12月から翌年3月頃にかけて発生するから（ただし、年や地域によっては、11月・4月でも生じる場合もある）、日本においてはこの時期辺りが冬の範囲に入る。

## 定義
| 分類         | 分類         | 春                      | 夏                    | 秋                    | 冬                     |
| ------------ | ------------ | ----------------------- | --------------------- | --------------------- | ---------------------- |
| 伝統的季節   | 暦月区切り   | 旧暦正月（新暦2月頃） - | 旧暦四月(新暦5月頃) - | 旧暦七月(新暦8月頃) - | 旧暦十月(新暦11月頃) - |
| 伝統的季節   | 節月区切り   | 立春(2/3頃) -           | 立夏(5/5頃) -         | 立秋(8/7頃) -         | 立冬(11/7頃) -         |
| 気象学的季節 | 気象学的季節 | 3月 -                   | 6月 -                 | 9月 -                 | 12月 -                 |
| 天文学的季節 | 天文学的季節 | 春分（3/20頃） -        | 夏至（6/21頃） -      | 秋分（9/22頃） -      | 冬至（12/22頃） -      |

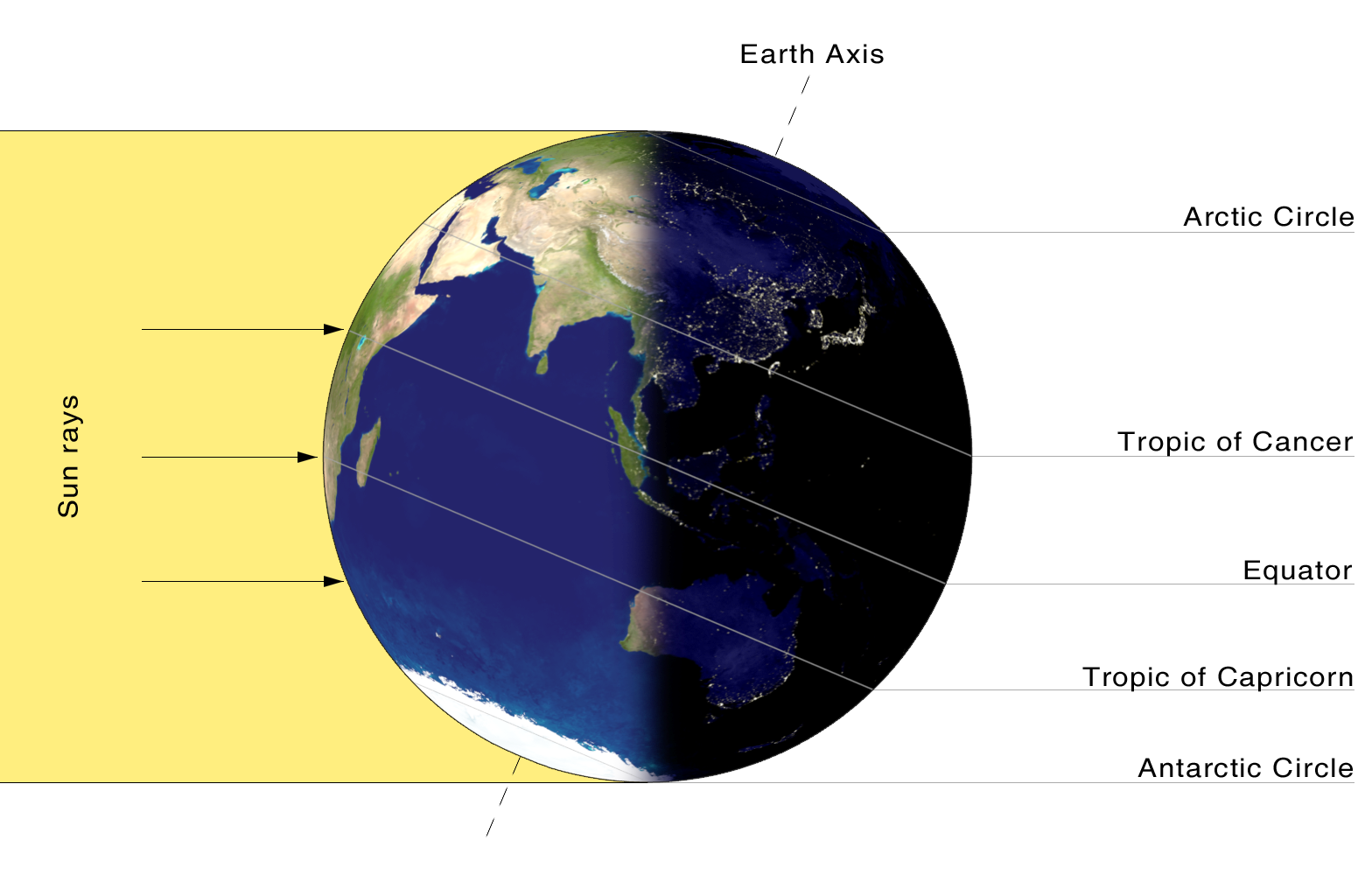
地球と太陽の光の模式図。この図では北半球が冬となる。

北半球が冬のときは南半球は太陽高度が高くなるため夏となり、南半球が冬のときは同様に北半球は夏となる。
- 社会通念・気象学では12月・1月・2月[2][3]。たとえば「暖冬」や「厳冬」などはこの3か月の平均気温で判断する。
- 寒候年・1年間の間で1月、2月、12月とすると1シーズンとしての冬を評価できない。そのため1月、2月を含む年をそのシーズンで括る。例えば「2009年の冬」といった場合、2008年の12月、2009年の1月、2月である。また、「2008/2009年冬」や学校・企業年度に例えて「2008年度の冬」という書き方をする。初雪・終雪の日など11月以前、3月以降になることのあるようなものもこの定義による。

- 二十四節気に基づく節切りでは立冬から立春の前日まで。
- 旧暦による月切りでは十月・十一月・十二月。上に近いが、最大半月ずれる。
- 年度では1月・2月・3月。英語ではこの3か月をwinter quarterと呼ぶ。
- 天文学上は冬至から春分まで。ここでの「冬至」「春分」は、「冬至の日」「春分の日」ではなく太陽黄経が270°、0°になった瞬間。
- 西洋では伝統的に、冬至（の日）から春分（の日）の前日までとすることがある。登山界での冬期登頂記録はこの慣例に基づいて判定されることが多い。
- 熱帯地方では「冬がない」、極地方では「1年中が冬」とされることがある。
- 積雪や海の凍結がある地方では、その始まりを冬の始まりとし、融雪や解氷を冬の終わりとすることがある
- 三冬
  - 初冬→立冬から大雪の前日までの期間をいい、孟冬ともいう。
  - 仲冬→大雪から小寒の前日までの期間をいう。
  - 晩冬→小寒から立春の前日までの期間をいい、季冬ともいう。

## 気候

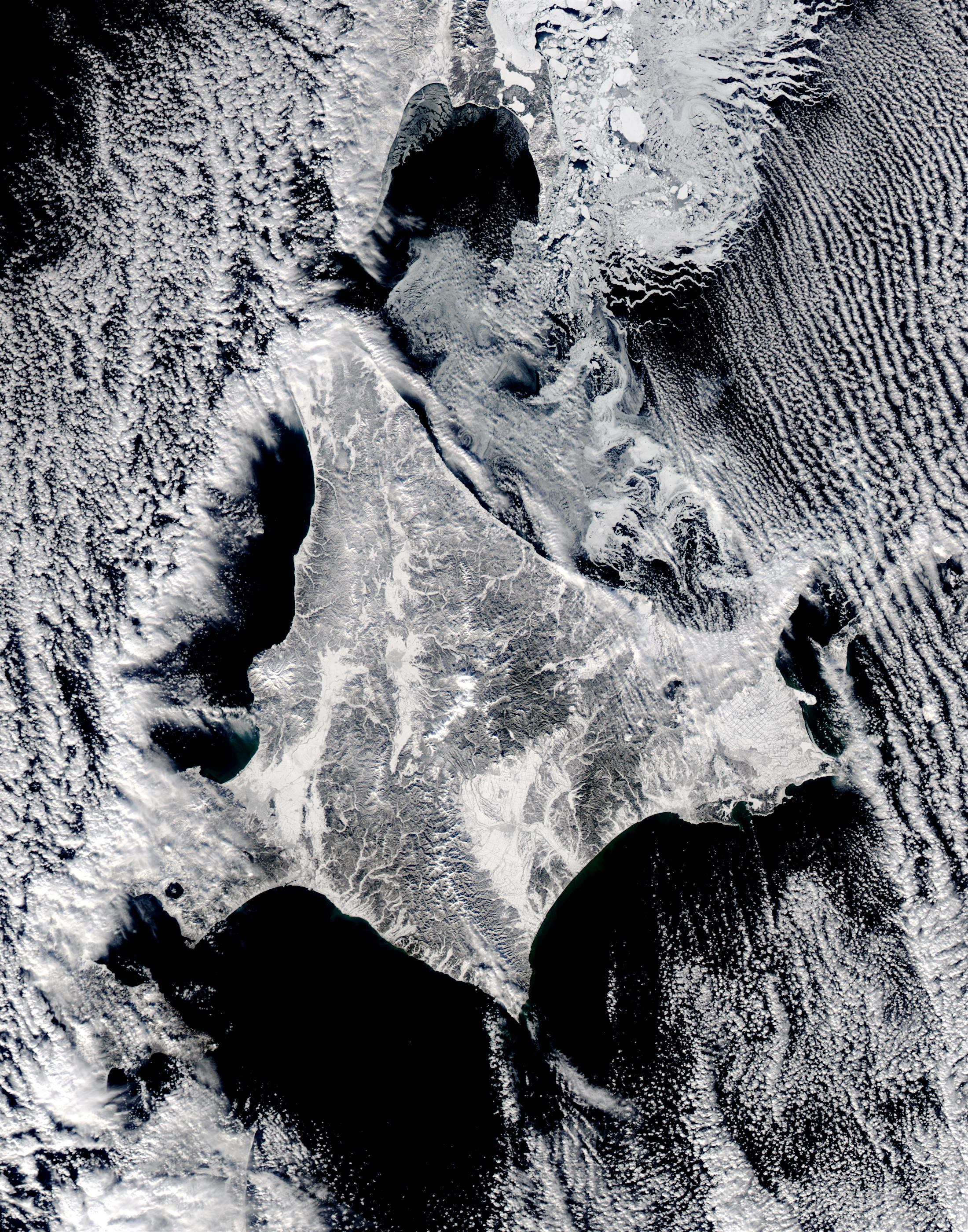
冬によく見られる筋状の雲、北海道付近（2003年1月撮影、NASAより）

冬という季節が生まれるのは、太陽高度の差によって気温が変わることが大きな原因である。地球が地軸を傾けて公転しているために、同じ地点でも季節により太陽高度が変わり、太陽高度が低くなると冬になる。赤道に近い低緯度地域では、季節による太陽高度の差が小さいので冬に目立った気象の変化はない。また、極地や高緯度地域では冬に太陽が昇らない極夜という現象が起こる。
また、その土地の標高や気団、海流、風などが冬の気候に影響を与えるため、同じ緯度にあっても冬の気候に差が出る。例えば、北緯43°付近にあるモナコでは1月の最低気温は8℃前後だが、ほぼ同じ緯度にある旭川では同じ月に-14℃前後まで下がる。
日本では秋から次第に寒くなり、やがて野外で霜や雪など氷に関わる現象が見られるのが冬である。また、冬至までは昼間の時間は短くなり、夜が長くなる。
シベリア高気圧が張り出し、西高東低の気圧配置になると、これを冬型の気圧配置といって、北西の季節風（北風）が強く吹き、日本海側では雪、太平洋側では空気が乾燥して晴れとなる。
寒さが弱い冬を暖冬（だんとう）という。反対に、寒さが厳しい冬・寒さが強い冬を、厳冬（げんとう）や寒冬と言う。

## 生物
生物にとって、冬は直接に命の危険にさらされる季節である。それにつれて生物は活動を控えたり、様々な方法で冬眠や越冬に入る。落葉樹は葉を落とし、宿根草は地上部を枯らす。人間は防寒を主目的とした冬服に着替え、さらに襟巻きなどの防寒具を着用するが、霜焼け・凍傷を起こす事や凍死する者もいる。暖房器具を使用するのも冬のことであり、こたつやストーブに体を寄せる楽しみもあるが、それに起因する一酸化炭素中毒も冬に度々発生している。

### 植物
気温は、植物にとっても重要である。特に平たくて薄い葉はその影響を受けやすい。冬季でもそれほど温度が低くならない地域では葉を小さく厚くすることでこれを耐えるが、ある程度以上ではこれを切り落として捨てる（落葉）。
一年草の場合、冬は種子などの耐久性の構造で耐える。この場合、春になって発芽することになるが、春の成長においてイニシアチブを取るべく、秋から冬に発芽するものがあり、これを越年草、あるいは二年草という。この場合、冬には葉をつけて過ごすが、寒さに対する対策として、地表に密着するように葉を広げる姿を取るものが多い。多年草の冬の姿にもこのようなものがあり、これをロゼットという。
なお、春になると様々な植物の活動が始まるが、その開始時期はそれぞれで、中にはほとんど冬のうちに始まる場合もある。特にフクジュソウや梅は冬の終わり（晩冬）に咲くので往々にして花自体が雪や氷をかぶることが多い。稀に、春本番を告げる桜や桃やチューリップ・ヒヤシンスなどの花も強い寒の戻りや花冷えが原因で季節外れの雪や氷をかぶることもある。

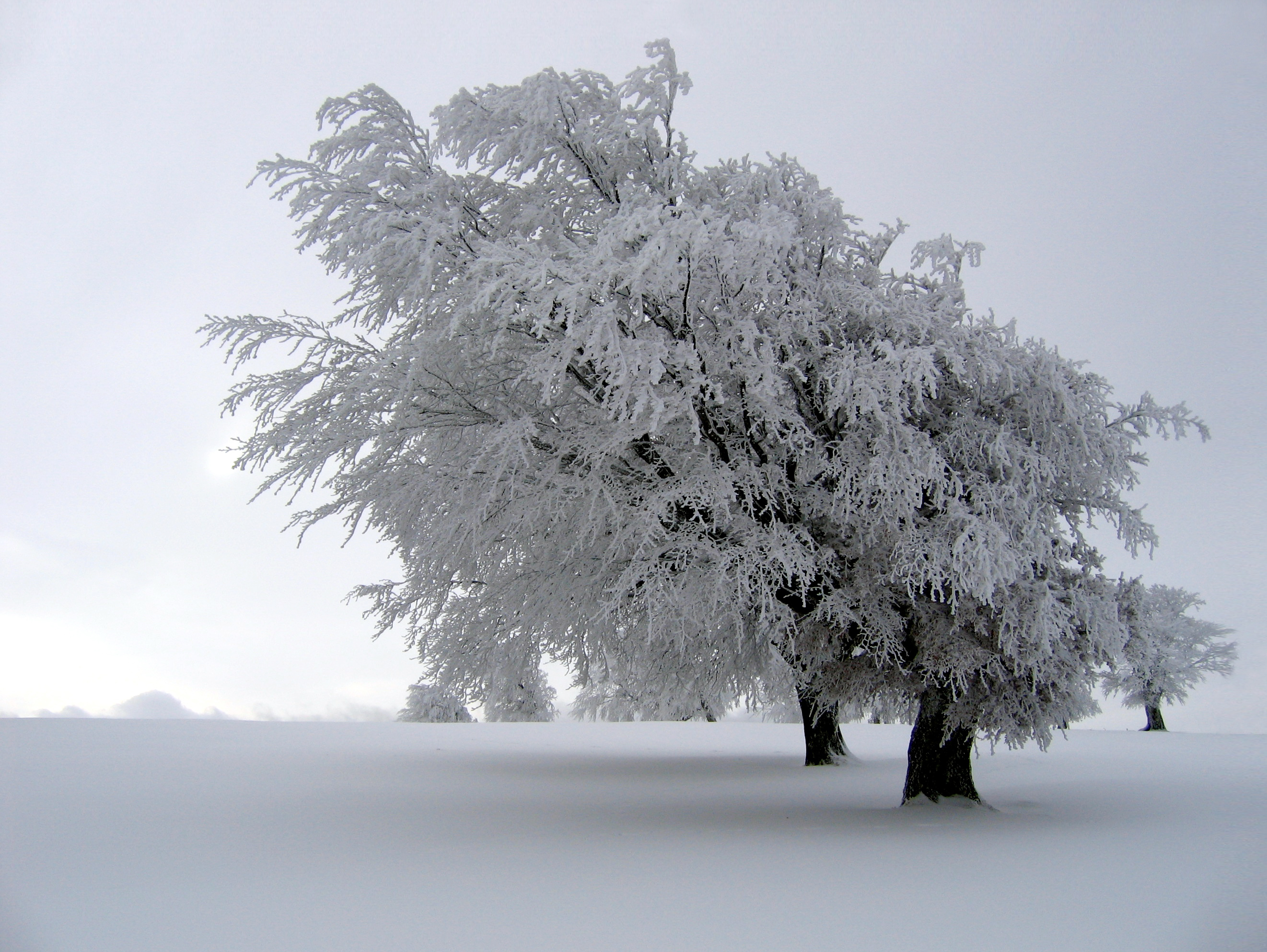
ドイツの樹氷
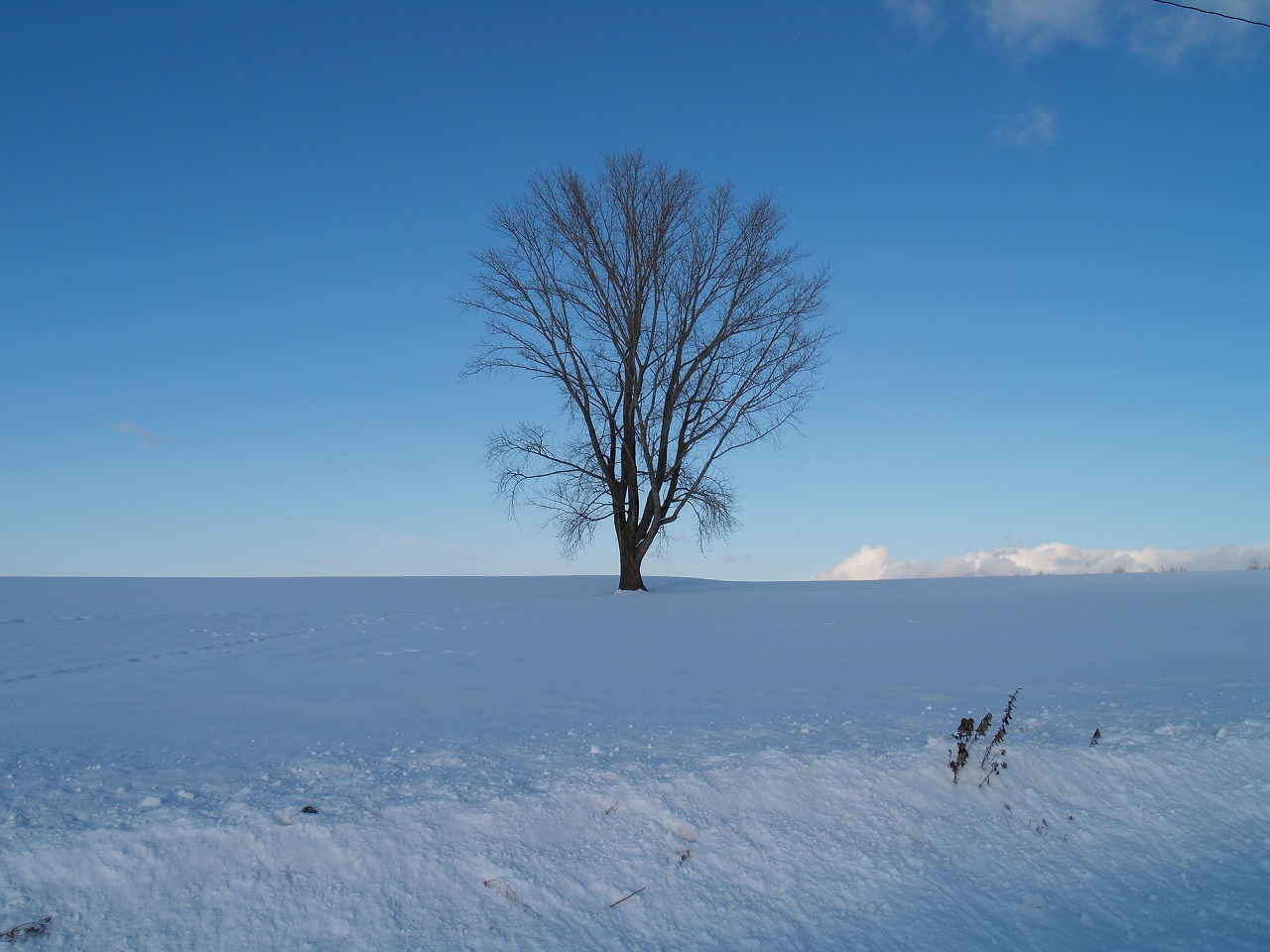
北海道美瑛町の冬（哲学の木）

### 動物
冬には、多くの動物が凍結しない場所で活動を停止しじっとしている。これを冬眠（とうみん）と言い、トカゲやカエルは土中に、カメやドジョウは水中の底に潜る。ほ乳類のコウモリやヤマネは体温を下げて冬眠する。シカやサルなどのように、冬眠しない動物もいるが、それらの場合、餌に苦労することになり、他の季節には見向きもしない木の芽や樹皮などを食べてしのぐ例も知られる。これらの動物では、冬季の死亡率が個体数に大きな影響を持つとも言われる。
冬に特別な活動が見られる例もある。サンショウウオやアカガエルなどで、真冬に繁殖活動を行なうものがあり、天敵が寒さで動けない時期であるためとも考えられている。イヌワシなども冬に繁殖を開始する。これは、雛が食べ盛りになるのが、他の鳥の繁殖時期に重なるようにとの適応とも言われる。
冬は昆虫採集に向かない季節であり、冬に進んで活動する昆虫はフユシャクなどごく一部である。それでも方法はあるもので、たとえばオサムシ類は地下に隠れて越冬しているので、地上を走り回っているときより探しやすく、マニアはここだという所を掘り起こして採集する。これを俗にオサ掘りという由。なお、河川の指標生物として有名なカワゲラなどの水生昆虫に関しては、その採集は冬の方が都合がよい。これは、彼らの大部分が幼虫であり、春から秋には成虫になるために小さい幼虫しかいない場合があるのに対して、冬はすべて比較的よく育った幼虫の姿だからである。

## 冬の行事
冬は年の終わりの時期（年末）で、一年間の終盤である。北半球においての農業では、春から秋にかけて生産が行われ、冬は翌年の生産への準備に当たるからであろう。その年を締めくくったり一年間を振り返ったりするための行事が多い。
以下は主な日本の冬の行事である。
- クリスマス：元は異教の冬至期の祭だったものが、キリスト教と同化・習合したものといわれる[4]。日本においては、本来の宗教的意味は薄れ、キリスト教徒であるかどうかに関わらず、クリスマス会をし、プレゼント交換をするものが多い。街はイルミネーションに彩られ、クリスマス・ソングが市街地のあちこちで流れる。
- 大祓
- 針供養
- お歳暮
- 忘年会
- 誓文払い
- ゆず湯
- 餅つき（正月飾り、鏡餅） - 大掃除
- 年越しそば - 除夜の鐘
- 正月 - 元日
- 初売り
- 初詣 - 二年参り
- お年玉
- お節料理
- 新年会
- 七草粥
- 左義長 - どんど焼き
- 寒（寒中） - 寒中見舞い - 寒稽古
- 講書始 - 歌会始
- 初午
- うけら餅
- 節分の豆まき
- 余寒見舞い
- 涅槃
- バレンタインデー

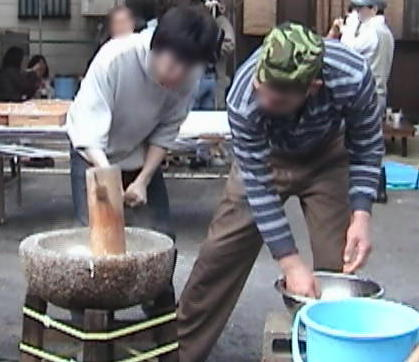
餅つき
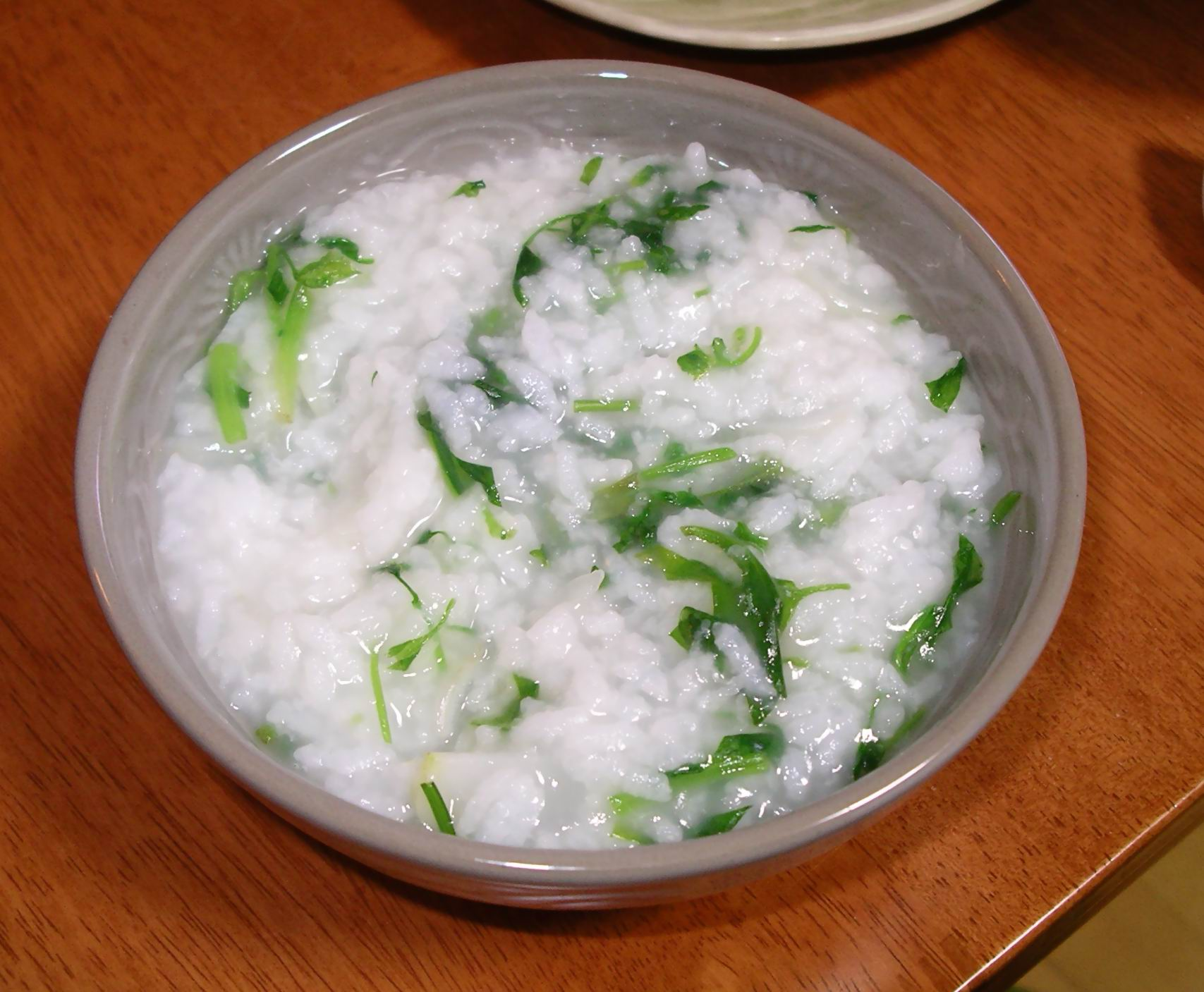
七草粥

冬という厳しい季節を乗り越えるための準備や手当の行事もある。
- 冬囲い・雪囲い

- 冬の祭り
  - 十日町雪まつり
  - 雪だるま祭り
  - さっぽろ雪まつり
  - 旭川冬祭り
  - かまくら祭り
  - なかしべつ冬まつり
  - もんべつ流氷まつり
  - 北見厳寒の焼き肉まつり
  - 層雲峡氷瀑まつり

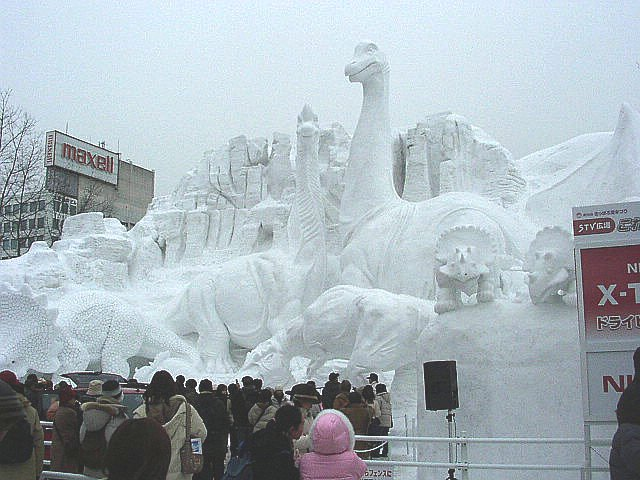
さっぽろ雪まつり会場の雪像

また、冬の気候を生かしたウィンタースポーツも行われる。冬のレジャーとして楽しまれたり、競技として行われたりする。
- スキー
- スノーボード
- スケート
- カーリング

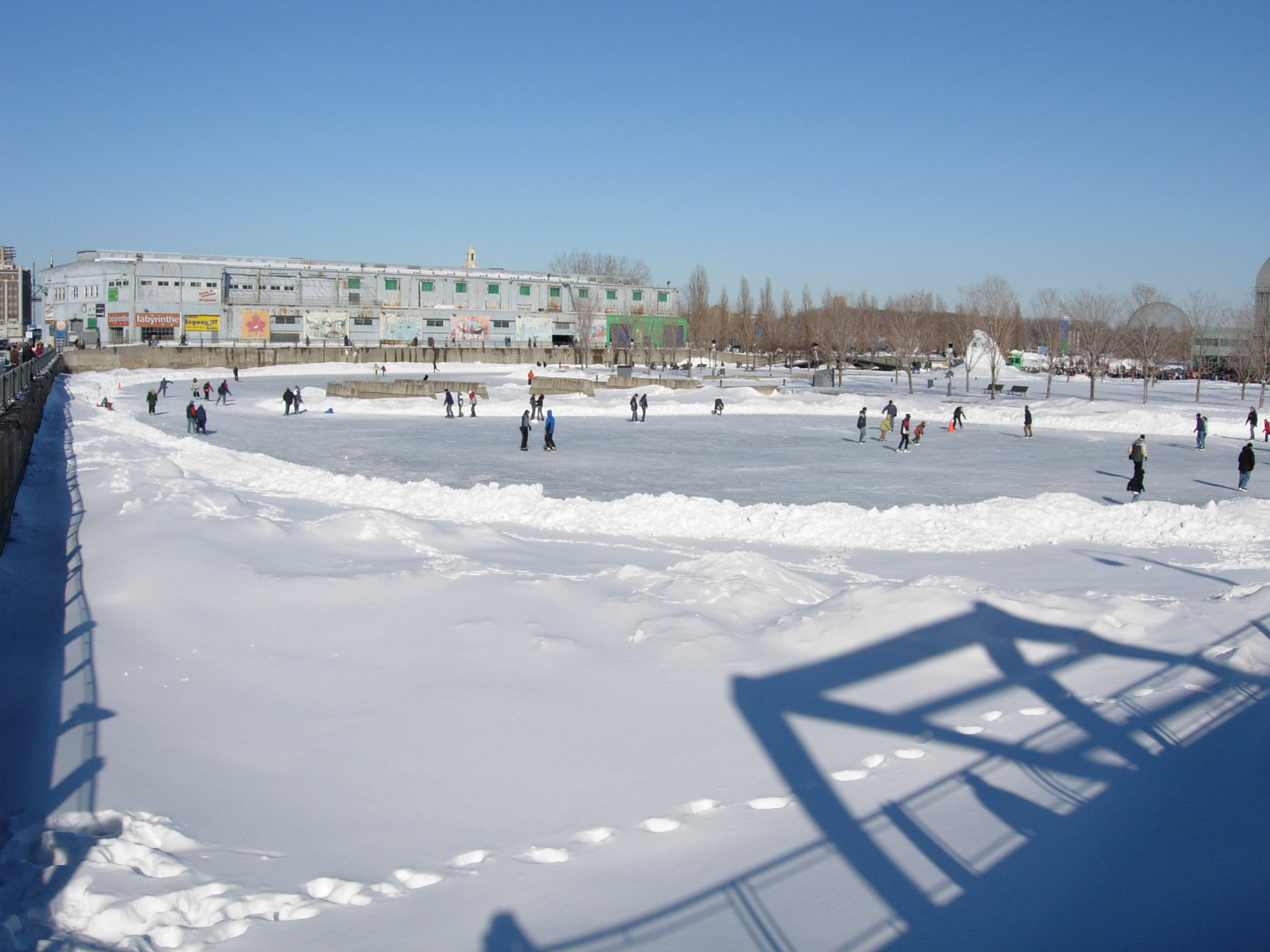
スケートリンク

## 天文・自然

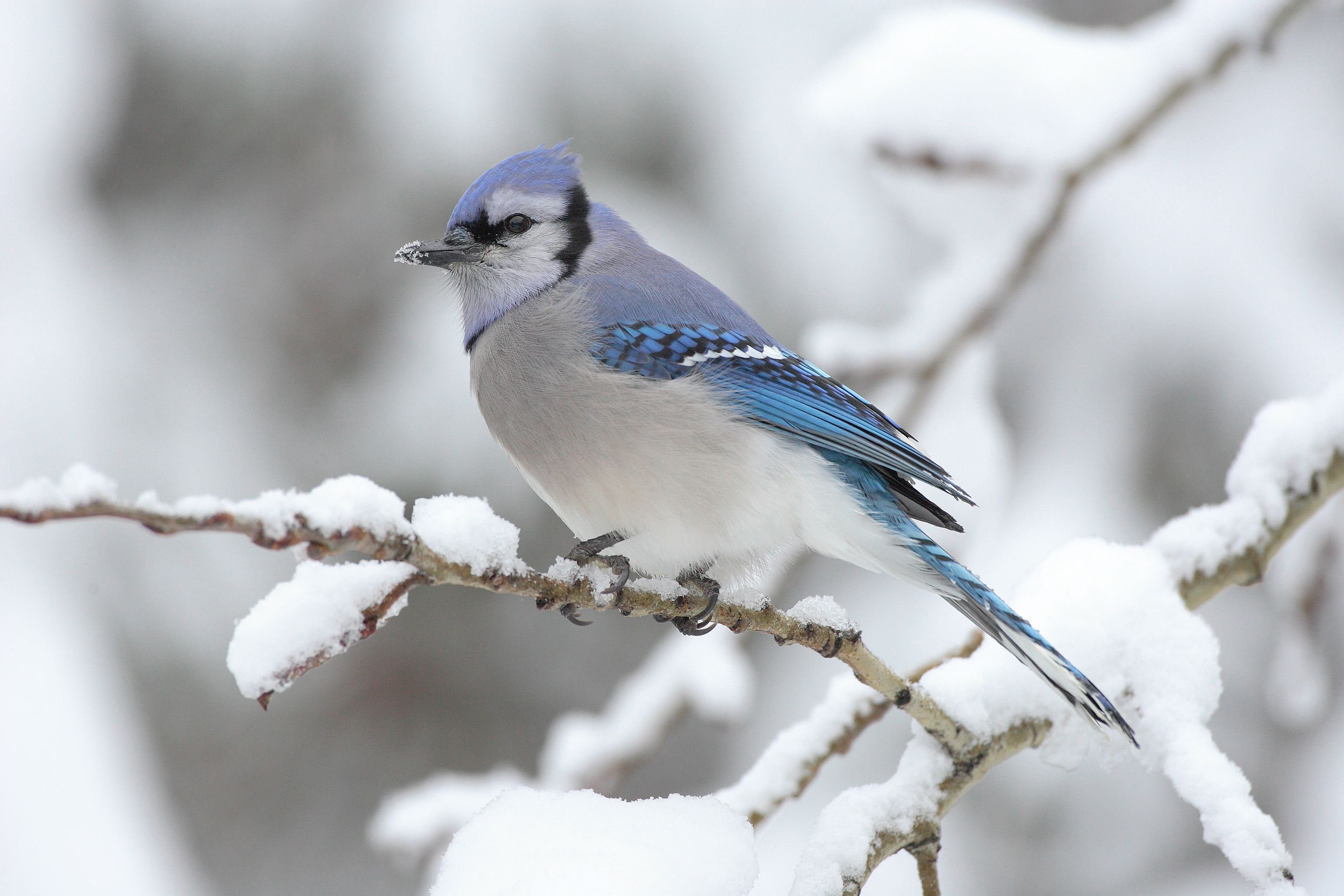
アオカケス

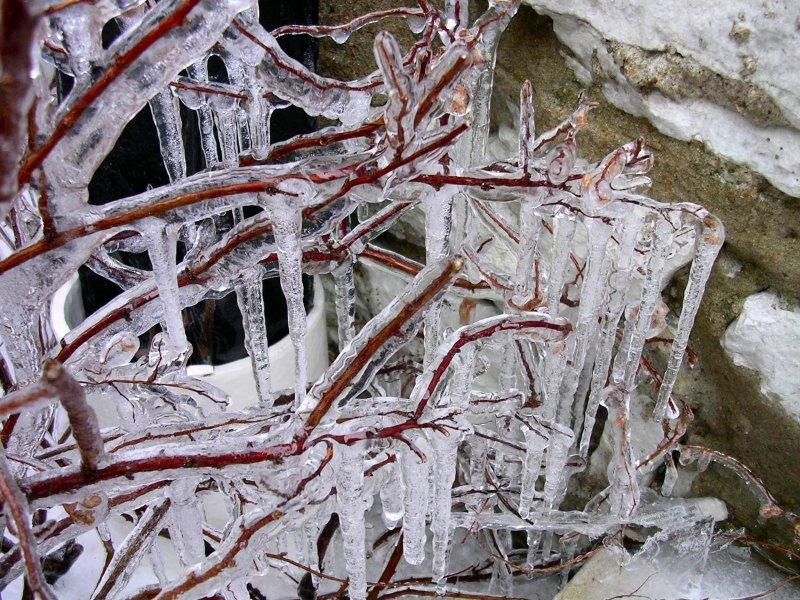
つらら

日本では、亜熱帯と熱帯気候に属する南西諸島や小笠原諸島以外は、冬は雪氷の存在に象徴される季節である。西日本（日本海側の北近畿・山陰以外）や南関東では冬にたまに生じる物として珍しがり、東日本の山間部や北日本では冬の間中人々と共存する。
- 雪
- 吹雪
- 木枯らし
- 霜
- 霜柱
- 氷柱（つらら）
- 樹氷
- 霧氷
- 流氷
- 御神渡り
- ダイヤモンドダスト
- ウィンターストーム（英語版）、アイスストーム

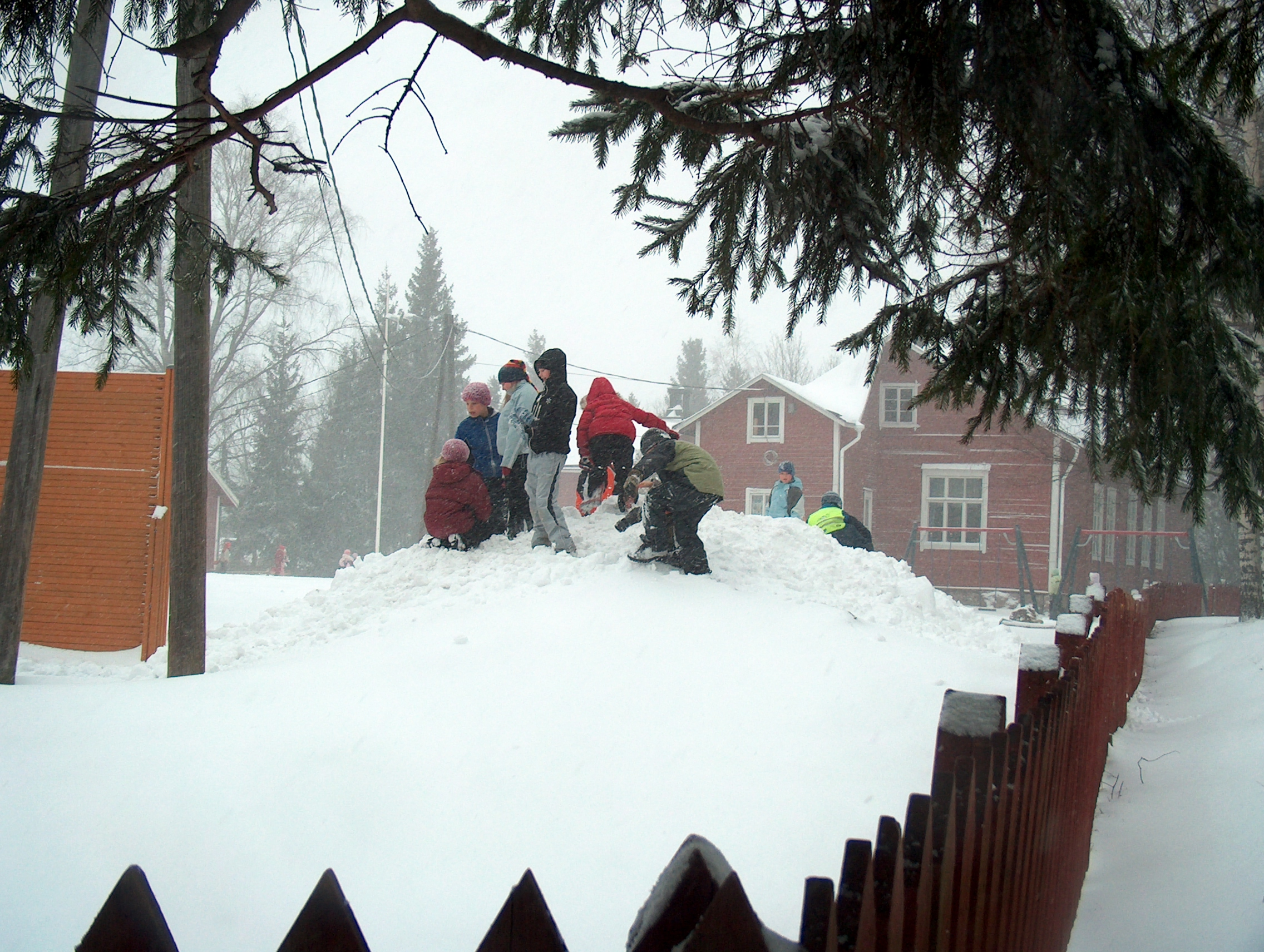
子供の雪遊び

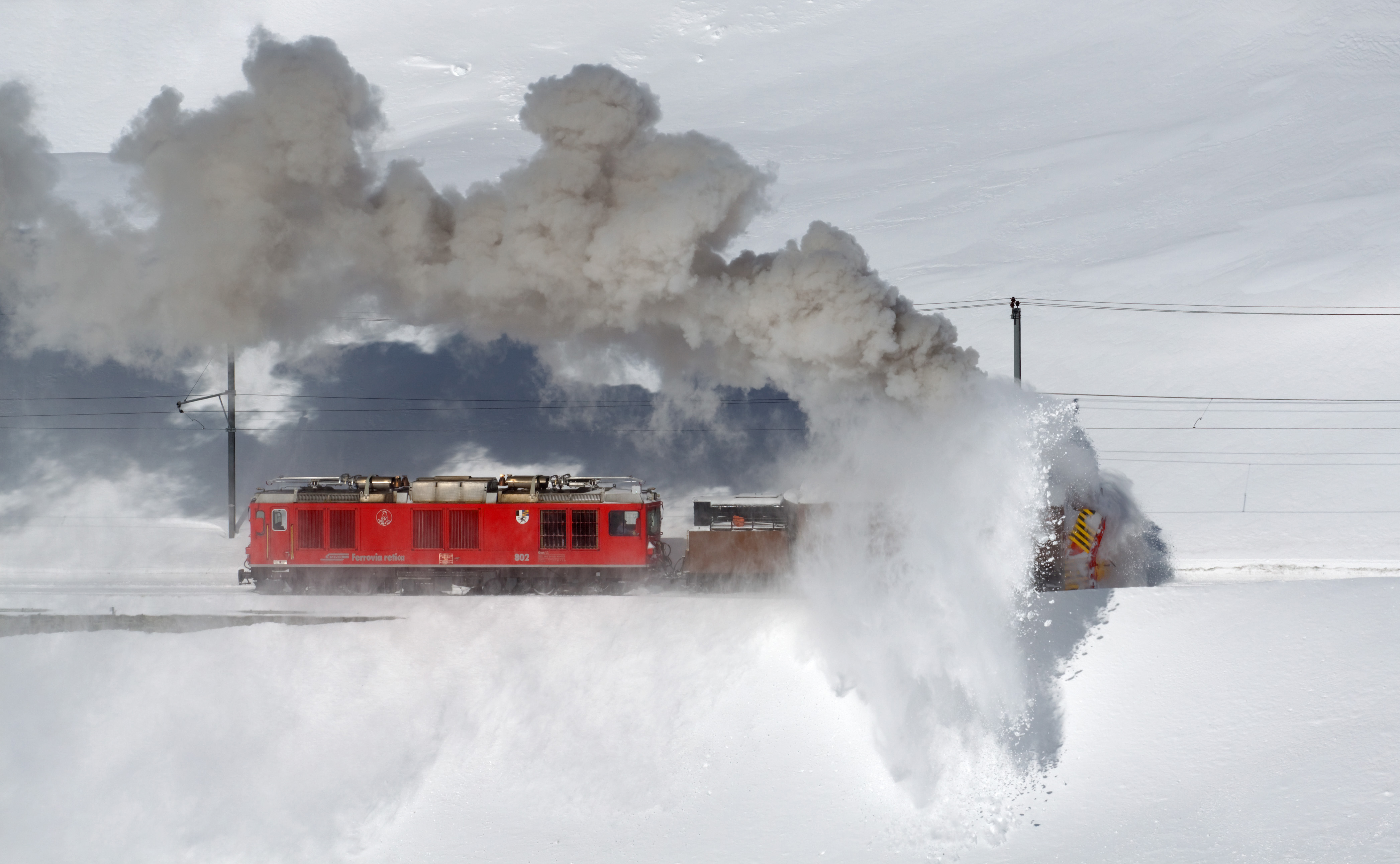
除雪列車

雪は降雪量の少ない地域では子供の楽しみであるが、多い地域では大変な問題を起こす。特に日本の本州日本海側は世界的にも多雪地帯である。地域によっては数mも積もってしまうので、そのようなとき家は埋まってしまう。いわゆる雪国あるいは豪雪地帯であって、他の地方にはない様々な危険があり、人々の生活や建築などに様々な対策が練られる。
- 除雪
  - 除雪車
  - 雪下ろし
  - 雪かき
- 雪遊び
  - 雪合戦
- 雪崩

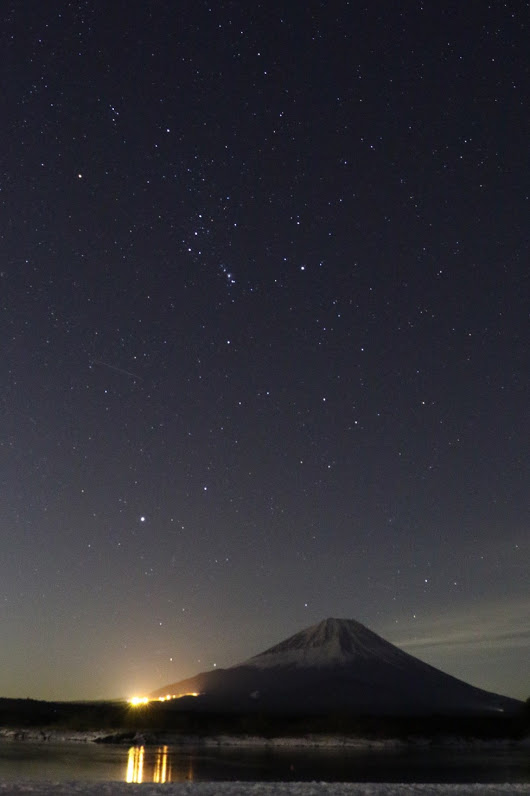
冬の星空

日本では、天文の上では、冬は星空がもっとも美しい季節である。冬の大三角を構成する明るい星などが見える。また知名度の高い星座が多い。
- オリオン座
- シリウス（おおいぬ座）
- プロキオン（こいぬ座）
- プレアデス星団（おうし座）
- カストル、ポルックス（ふたご座）

## 比喩的な用法
気温の低さや生物活動の停滞になぞらえ、活動・成績などが低調・苦境にあることは「冬の時代」と表現される。
また、災害などで起きた地球寒冷化も冬と呼ばれ、火山噴火による火山灰で太陽光が地上に届かなくなり寒冷化する火山の冬、核兵器で巻き上がった塵で太陽光が地上に届かなくなり寒冷化する核の冬、隕石衝突で巻き上がった塵で太陽光が地上に届かなくなり寒冷化する隕石の冬などがある。
冬の擬人化として、冬将軍、Old Man Winterなど季節の擬人化と神が作られた。